# Seznam slovenskih antropologov
Seznam slovenskih antropologov.

## A
- Irena Avsenik Nabergoj (*1969) (religijska)

## B
- Barbara Bajd (*1949) (biološko-evolucijska, historična, ...)
- Blaž Bajič (etnološka/kulturna?)
- Tatiana Bajuk Senčar (*1969) (etnološka/sociokulturna ?)
- Tomi Bartole (kulturna, terensko raziskovanje)
- Alenka Bartulović (*1981) (kulturna, socialna)
- Bojan Baskar (*1955) (socialna/kulturna/teoretska)
- Vitomir Belaj (1937–2023) (slovensko-hrvaški etnolog, antropolog, religiolog...)
- Ivan (Juan) Benigar (1883–1950) (terenski raziskovalec v Argentini, kulturna /lingvistična?)
- Metka Bögel Dodič/Metka Pavčič (1944–2007) (fizična/biološka)
- Alja Brglez (*1965) (zgodovinska)
- Srečko Brodar (1893–1987) (naravoslovec, kvartarološki arheolog) in Mitja Brodar (1921–2012)
- Vida Brodar (1925–2014) (biološka/fizična)
- Borut Brumen (1963–2005) (kulturna/etnološka/zgodovinska?)

## C
- Sabina Cveček (socialna in kulturna)

## Č
- Nejra - Nuna Čengić (bos.-hrv.-slov. sociokulturna...)
- Ralf Čeplak Mencin (*1955), etnolog, neevropske kulture Azije in slov. stiki z njimi

## D
- Liza Debevec ("Fatoumata Toure") (živi v Afriki)
- Tinka Delakorda Kawashima
- Zlata Dolinar Osole (1921–2007) (fizična/biološka, arheol.?)
- Špela Drnovšek Zorko (*1987) (socialna/kulturna?)

## E
- Lambert Ehrlich (1878–1942) (kulturna/religijska)

## F
- Marko Frelih (*1962) (arheolog, etnolog - stiki Slovencev z afriškimi in ameriškimi kulturami)

## G
- Maja Gašperšič (socialna a., primatologinja)
- Edward (Edi) Gobec (1926–2020) (socialna, kult.?)
- Vesna (Vuk-) Godina (*1957) (socialna in kulturna, politična, teoretska)
- Petra Golja (biološka, fizična)
- Barbara Gornik (kulturna, socialna, polit.?)
- Nataša Gregorič Bon (kulturna)

## H
- Cvetka Hedžet Tóth (1948–2020) (filozofska)
- Valentina Hribar Sorčan (*1969) (filozofska)

## J
- Alenka Janko Spreizer (*1969) (kulturna/socialna, etnična)
- Alja Jankovič (socialna, etnična)
- Klemen Jelinčič Boeta (*1973) (religijska/etnična?)
- Ana Jelnikar (medkulturna?)
- Božidar Jezernik (*1951) (kulturna, zgodovinsko-etnološka)
- Draško Josipovič (*1959) (arheolog, forenzični..)
- Janez Juhant (*1947) (filozofska/religijska)
- Luna Jurančič Šribar (*1981) (kulturna/ekonomska)
- Marija Jurić Pahor (*1956) (socialna, manjšinska, etnična, spol..)
- Mojca Juričić (fizična, medicinska)
- Stane Južnič (1928–2013) (socialna, politična, kulturna, lingvistična, sistematska, splošna)

## K
- Špela Kalčić
- Boris Kavur (*1973) (arheolog, evolucijski - paleoantropolog)
- Dorijan Keržan (*1965) (forenzik, sociolog, genetik, historična a., sorodstvo)
- Duška Knežević Hočevar (*1964/5?), (socialna/kulturna, etnična, medicinska)
- Janez Kolenc (1955–2012) (socialna/pedagoška; politična kultura)
- Lia Lola V. Kotnik (*1975) (socialna/kulturna, zgodovinska)
- Edvard Kovač (*1950) (filozofska/religijska?)
- Nika Kovač (*1993) (kulturna, spol)
- Miha Kozorog (*1975) (etnol., soc./kulturni)
- Gašper Kralj (*1974) (socialna ..)
- Taja Kramberger (*1970) (arheologinja, soc./zgodovinska a.)
- Jože Krašovec (*1944) (religijska, teološka)
- Boštjan Kravanja (*1972) (etnološka, kulturna)

## L
- Petra Leben Seljak (*1959) (historična, osteologinja / arheološka a.)
- Jerca Legan Cvikl (*1977) (a. vsakdanjega življenja, kulturna, socialna)
- Daša Ličen (*1990) (historična/etnološka, kulturna)
- Uršula Lipovec Čebron (*1975) (etnol., kult.-socialna)
- Igor Lukšič (*1961) (politična)
- Marina Lukšič Hacin (*1965) (socialna/kult., etnična / migracije)
- Sarah Lunaček (*1973) (kulturna: Afrika)

## M
- Jan Makarovič (1934–2018) (mešano)
- Karmen Medica (*1961) (socialna, kulturna; migracije)
- Enrico Maria Milič (socialna? - zamejstvo)
- Jernej Mlekuž (*1974) (kulturna - izseljenstvo)
- Nadia Molek (*1979) (sociokulturna)
- Lucija Mulej (*1977) (socialna/kulturna/poslovna?)
- Rajko Muršič (*1963) (kulturna, etnološka)
- Zarja Muršič (biološka, kulturno-evolucijska)

## N
- Andrej Naterer (socialna, kulturna)
- Ignac Navernik (teološka, sociokulturna, spol...)
- Bogomir Novak (*1944) (filozofska, pedagoška)

## O
- Iztok Osojnik (*1951) (zgodovinski?)
- Franc Osole (1920–2000) (naravoslovec, kvartarološki arheolog)
- Borut Ošlaj (*1964) (filozofska)
- Karel Ozvald (1873–1946) (kulturna pedagogika)

## P
- Ahmed Pašić (*1976) (socialna/politična/religijska)
- Franc Pediček (1922–2008) (kulturna/antropološka pedagogika)
- Maja Petrović-Šteger (socialna...)
- Tanja Petrović (*1974) ?
- Dan Podjed (*1975)
- Anton (Tone) Pogačnik (1934–1974) (fizična/biološka, kulturna-terenske razisk.?)
- Vida Pohar (*1934) (historična-paleontološka / evolucijska)
- Anton Polenec (1910–2000) (biološko-evolucijska)?
- Irene Portis Winner (*1923) (kulturna, ZDA-Slov.)
- Barbara Potrata
- Tadej Praprotnik (*1973) (antropologija vsakdanjega življenja)
- Beja Protner (sociokulturna: Cambridge)
- Franc Puncer (1934–1994) (biolog, pisatelj ZF)
- Miran Pustoslemšek (*1966) (kulturni; sicer psihiater forenzik)

## R
- Manca Račič (*1993) (etnol./kult./soc.)
- Tatjana Rakar (socialna/kulturna - Mehika)
- Mojca Ramšak (*1969) (kulturna, zgodovinska, biol.)
- Jože Ramovš (*1947) (socialna, psihološka... antropohigiena)
- Jaka Repič (*1975) (kulturna)
- Tatjana Robič Pikel (fizična, biološka)
- Nataša Rogelja Caf (kulturna a., migracije)
- Braco Rotar (*1942) (socialna, kulturna, zgodovinska)?
- Irena Rožman Pišek? (*1965) (etnološka/kulturnozgodovinska/sociološka/demografska/zdravstvena)?
- Janez Ev. Rus (*1980) (religijska)
- Vojan Rus (1924–2015) in Velko S. Rus (*1955) (filozofska)

## S
- Pina Sadar (*1986) (politična, socialna)
- Iztok Saksida ? (1953–1998) (socialna/primerjalno-biološka?)
- Peter Simonič (*1969) (etnološka, kulturna)
- Polona Sitar (kulturna, ...?)
- Svetlana Slapšak (*1948) (antične študije/kulturna antropologija)
- Mateja Slovenc Grasselli (agrarna, kulturna/fizična? antopologija)
- Spreizer, Alenka Janko (*1969) (socialna, etnična)
- Alenka Stanič (biol., kadri...)
- Vojko Stanovnik
- Gregor Starc
- Janko Strel (*1945) (fizična /kinziol.?)
- Maja Sunčič (*1972) (klasična fil., zgodovinska a.)
- Branislava Sušnik (1920–1996) (etnološka/kulturna, terenske raziskave - Paragvaj..)

## Š
- Kaja Šeruga (popotnica, kulturna ?)
- Jana Šimenc (kulturna, medicinska)
- Božo Škerlj (1904–1961) (fizična/biološka, historična, kulturna, splošna)
- Zmago Šmitek (1949–2018) (primerjalno-)etnološka, zgodovinski stiki s tujimi kulturami)
- Ivan Šprajc (*1955) (etnologija, arheologija - Mehika)
- Renata Šribar (*1957) (kulturna, socialna)
- Marija Štefančič (*1945) (fizična/biološka, historična, arheološka)
- Karmen Šterk (*1968) (socialna, kulturna, politična?)
- Zvone Štrubelj (*1955) (religijska)
- Pavla Štrukelj (1921–2015), etnologinja tujih kultur in romologinja
- Irena Šumi (*1959) (etnološka, etnična)
- Marija Švajncer (*1949) (filozofska)

## T
- Blaž Telban (*1952) (etnološka; etno-galerist)
- Borut Telban (*1956) (kulturna, terenske raziskave primitivnih družb na Papui-Novi Gvineji)
- Mojca Terčelj (*1958) (etnološka?)
- Tatjana Tomazo-Ravnik (*1946) (fizična/biološka, historična, arheološka)
- Ana Tominc (socialna/kulturna)
- Martina Tonet (socialna, kulturna ?)
- Kristina Toplak (*1976) (etnična a.; migracije in likovna ustvarjalnost)
- Marjeta Tratnik Volasko (socialna/kulturna)?
- Suzana Tratnik (*1963) (socialna antropologija spolov)
- Jernej Trebežnik (sociokulturna?)
- Anton Trstenjak (1906–1996) (filozofska, religijska/teološka,psihološka)
- Vladimir Truhlar (1912–1977) (filozofska, religijska/teološka)
- Barbara Turk Niskač ?

## U
- Jana Urh (*1971) (kulturna, politična)
- Aleš Ušeničnik (1868–1952) (filozofska/religijska)

## V
- Nadja Valentinčič Furlan (etnološka, vizualna-cineast.)?
- Marta Verginella (*1960) (zgodovinska)
- Arthur J. Vidich (1922–2006) (socialna a.: ZDA)
- Katerina Vidner Ferkov (medicinska a.? ljudje-živali)
- Janez Vodičar (*1964) (religijska)
- Nina Vodopivec (*1974) (zgodov., socialna, ekonomska, metodol.)
- Natalija Vrečer (*1964) (socialna, kult.; migracije, integracija)
- Eva Vrtačič (socialna in kulturna)

## W
- Irena Weber (*1962) (etnološka ?)

## Z
- Melita Zajc (*1962) (a. medijev in novih tehnologij)
- Boris Zarnik (1883–1945) (fizična, biološka)
- Darja Zaviršek (*1962) (socialna... FSD)
- Katja Zdešar Kotnik (fizična, biološka)
- Erika Zelko (medicinska)

## Ž
- Bojan Žalec (*1966) (filozofska)
- Katka Žbogar (soc./kult.)
- Zvone Žigon (*1967) (politična, socialna a.- emigracija)
- Andrej O. Župančič (1916–2007) (terensko raziskovanje)
- Niko Županič /Zupanič (1876–1961) (etnološka, fizična, prazgodovinska)
- Andraž Žvab (1980–2020) (kulturna: evropski okultizem, magija in starejše ezoterične filozofije)